# Согле
Согле (на македонска литературна норма: Согле; на албански: Sogli) е село в Северна Македония, част от община Чашка.

## География
Согле е село в централната част на областта Азот, разположено на 37 километра югозападно от град Велес, на левия бряг на река Бабуна. В селото има манастир „Рождество Богородично“ и църква „Свети Пантелеймон“, чийто строеж започва в 1990 година и е изписана от Новица Трайковски от Скопие.

## История
На 1,5 km южно от селото в Бабуна са развалините на късноантичната и средновековна крепост Марково кале.
В XIX век Согле е албанско село във Велешка кааза на Османската империя. В 1896 година Гьорче Петров отбелязва Согле като село със 70 къщи. Той пише, че някога Согле е било чисто българско село, чифлик на църквата „Света Богородица“, но 45 години по-рано в селото се е заселили дебранинът Джафер и разбойникът Мале. Християните започнали да се изселват и селото станало „турско“. Жителите на Согле отглеждат предимно тютюн.
Според статистиката на Васил Кънчов („Македония. Етнография и статистика“) в края на XIX век Согле има 400 жители арнаути мюсюлмани.
В началото на ХХ век, преди и след Младотурската революция, Согле е седалище на мюдюр, в което има жандармерийска и телеграфна станция.
След Междусъюзническата война в 1913 година селото остава в Сърбия.
На етническата си карта от 1927 година Леонард Шулце Йена показва Согле (Sogle) като албанско село.
По време на българското управление във Вардарска Македония в годините на Втората световна война, Ламбри Н. Ангелов от Дарец е български кмет на Согле от 12 май 1943 година до 15 юни 1943 година. След това кметове са Йордан Ив. Бухов от Неготино (30 септември 1943 - 19 ноември 1943), Кирил Ан. Групчев от Охрид (19 ноември 1943 - 12 август 1944) и Кирил Ил. Симов от Тетово (12 август 1944 - 9 септември 1944).
Според преброяването от 2002 година селото има 137 жители.
| Националност     | Всичко |
| северномакедонци | 54     |
| албанци          | 77     |
| турци            | 3      |
| роми             | 0      |
| власи            | 0      |
| сърби            | 2      |
| бошняци          | 0      |
| други            | 1      |

## Личности
Родени в Согле
- Байрам Муса, арестуван преди април 1904 година, обвинен в кражба на „една глава от добитъка, който се разпръснал по време на Крушевските събития“, осъден на 6 месеца затвор от Първостепенния наказателен отдел, лежал в Битолския затвор, амнистиран с общата амнистия от 12 април 1904 година[9]
- Расим Вейсел, арестуван преди април 1904 година, обвинен в кражба на „една глава от добитъка, който се разпръснал по време на Крушевските събития“, осъден на 6 месеца затвор от Първостепенния наказателен отдел, лежал в Битолския затвор, амнистиран с общата амнистия от 12 април 1904 година[9]
- Реджеп Сюлейман, арестуван преди април 1904 година, обвинен в кражба на „една глава от добитъка, който се разпръснал по време на Крушевските събития“, осъден на 6 месеца затвор от Първостепенния наказателен отдел, лежал в Битолския затвор, амнистиран с общата амнистия от 12 април 1904 година[10]
- Тефик Вели, арестуван преди април 1904 година, обвинен в кражба на „един вол, задигнат от добитъка, който се разпръснал по време на Крушевските събития“, осъден на 1 година от Първостепенния наказателен отдел, лежал в Битолския затвор, амнистиран с общата амнистия от 12 април 1904 година[11]
- Ферхадин Джафер, арестуван преди април 1904 година, обвинен в кражба на „един вол, задигнат от добитъка, който се разпръснал по време на Крушевските събития“, осъден на 1 година от Първостепенния наказателен отдел, лежал в Битолския затвор, амнистиран с общата амнистия от 12 април 1904 година[11]
- Шакир Абдурахман, арестуван преди април 1904 година, обвинен в кражба на „един вол, задигнат от добитъка, който се разпръснал по време на Крушевските събития“, осъден на 1 година от Първостепенния наказателен отдел, лежал в Битолския затвор, амнистиран с общата амнистия от 12 април 1904 година[10]